# Justino Gil Bergasa
Justino Gil Bergasa (Zaragoza, 1890-Madrid, 1936) fue un pintor y propietario fabril español.

## Biografía
Nació en la ciudad aragonesa de Zaragoza en 1890. Cultivó en especial el género del retrato y en su producción se encontraron retratos de Francisco de la Sota y Ossed y de René Halphen, además de los cuadros La abuela y la nieta. Mercado en Ávila e Interior de un patio. En 1918 realizó un cartel para las fiestas del Pilar. Falleció el 22 de agosto de 1936 en Madrid, durante la guerra civil española, al ser asesinado en un incidente con los trabajadores de su fábrica. Está considerado un exponente de la pintura regionalista aragonesa.